# Margaret Berger
Margaret Berger, född 11 oktober 1985 i Trondheim, är en norsk popartist. 

## Biografi
Berger växte upp på ön Hitra. Hon har sjungit i gospelkör. Hon gick på musikprogrammet på ett gymnasium i Trondheim. 
Hon släppte 2006 albumet Pretty Scary Silver Fairy, där sången "Samantha" var en stor hit i Norge. Den 9 februari 2013 vann Berger Norsk Melodi Grand Prix 2013 med låten "I Feed You My Love". Hon representerade Norge i Eurovision Song Contest 2013 i Malmö där låten i finalen 18 maj 2013 fick maximala röstpoäng av tre länder (Sverige, Danmark och Finland). Låten slutade på fjärdeplats med 191 totalpoäng.
"I Feed You My Love" är skriven av svenska Karin Park och svensk-norska låtskrivarduon MachoPsycho samt producerad av MachoPsycho.
2004 kom Margaret Berger tvåa i tv-programmet Idol. Samma år utgav hon sitt första album Chameleon och tilldelades utmärkelsen Spellemannprisen i kategorin årets musikvideo för videon "Lifetime Guarantee".

## Diskografi
Album
- Chameleon (2004)
- Pretty Scary Silver Fairy (2006)

Singlar
- Samantha (2006)
- Will You Remember Me? (2006)
- In a Box (2011)
- I Feed You My Love (2013)
- Human Race (2013)
- Help Me Lose My Mind (2013)
- Scream (2014)
- Diamonds (2015)
- Apologize (2016)
- Running with Scissors (2016)